# I morderens hoved
I morderens hoved (Originaltitel: Killer's Head) er en monolog fra 1975 af den amerikanske dramatiker Sam Shepard.

## Handling
Mazon er dødsdømt. Alene og fastspændt til den elektriske stol venter han i mørket på de 100.000 volt, der skal gøre en ende på hans liv. Sine sidste minutter bruger han på at drømme om en fremtid med nye biler og vilde rodeoheste. 

## Urpremiere
I morderens hoved havde urpremiere på The American Place Theatre i New York i 1975. Forestillingen var instrueret af Nancy Meckler.
Rollebesætningen: 
- Richard Gere i rollen som Mazon

## Danske opsætninger
Danmarkspremieren på I morderens hoved var den 11. Oktober 2002 i en offentlig beskyttelsesbunker i Århus. Forestillingen var produceret af teatergruppen Von Baden. For instruktionen stod Henrik Vestergaard. Skuespillet var oversat af Henrik Vestergaard.
Rollebesætningen:
- Frederik Meldal Nørgaard i rollen som Mazon